# 타케다 장관
타케다 장관(武田長官)은 엘드란 시리즈에 등장하며, 국내명은 털보장군. 첫 등장은 엘드란처럼 절대무적 라이징오로 열혈최강 고자우라까지 엘드란 시리즈 모든 작품에 걸쳐 등장한다.

## 성우
일본판 성우는 세 작품 동일하게 니시무라 토모미치. 한국판 성우는 절대무적 라이징오에서는 유해무, 원기폭발 간바루가는 시영준, 열혈최강 고자우라에서는 박상일.

## 행적

### 절대무적 라이징오
- 타케다 장관 (털보 장군)/성우 : 니시무라 토모미치/유해무[1]

지구방위대의 장관이자 장군이다.

### 원기폭발 간바루가
타케다 카츠라의 아버지로 자신의 딸인 카츠라를 사랑하지만 지구도 사랑하는 열혈 아빠. 지구 방위대의 대장으로 스포츠 야구를 바보 취급한다. 미놀리우스(민호)의 계략에 빠져서 나대로의 팀과 야구시합에서 져서 운동장 자리를 내놓는 듯 했으나 류자키 리키야(나대로)가 그러지 말라고하자 감동해 방위대에 넣어주려고 할 정도로 기분파이기도 하다. 가끔 감마를 도와 유용한 활동을 할 때도 있다. 엘드란 시리즈 모든 작품에 걸쳐 등장한다.

### 열혈최강 고자우라
작품 전반에 걸쳐 등장하는 지구의 안보담당 장관이자 장군이다. 기계대마왕, 엘드란 등의 이번 사건과 관련한 인물들의 존재를 알고 있으며 상황을 상당부분 꿰고 있다. 아직 어린 주인공들이 학업을 외면하고 지구를 지키기 위해 목숨걸로 싸우는 것에 큰 우려를 품고 그들의 활동에 반대를 하고 있다. 기계화제국을 쓰러뜨리기 위해 자우라즈와 함께 보우에이가를 만들기도 하였다. 엘드란 시리즈 모든 작품에 걸쳐 등장한다.